# Sklerotien-Stielporling
Der Sklerotien-Stielporling, kurz Sklerotien-Porling oder Kleine Schuppen-Porling (Polyporus tuberaster, Syn. P. lentus, P. forquignoni) ist eine essbare Pilzart aus der Familie der Stielporlingsverwandten (Polyporaceae). Der Nichtblätterpilz wächst auf am Boden liegenden Ästen und vermag im Erdreich ein knolliges Pseudosklerotium als Überdauerungs- und Speicherorgan zu entwickeln. Daher rührt auch sein Name Klumpen-Stielporling respektive Klumpen-Porling.

## Merkmale

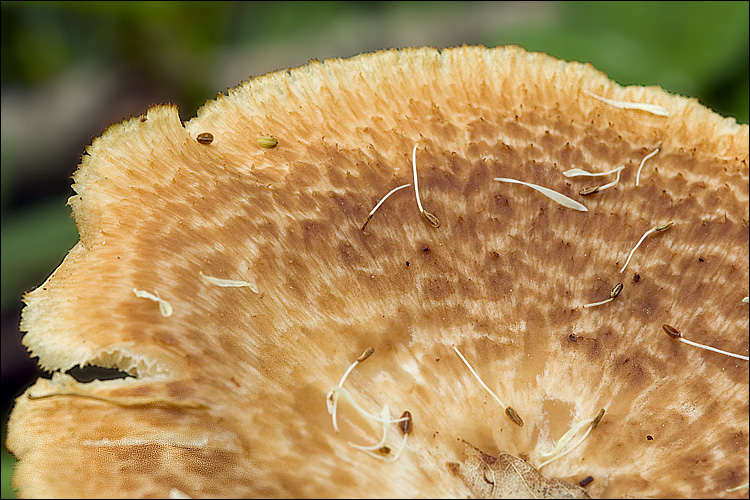
Charakteristisch für den Sklerotien-Stielporling ist der bewimperte Hutrand.

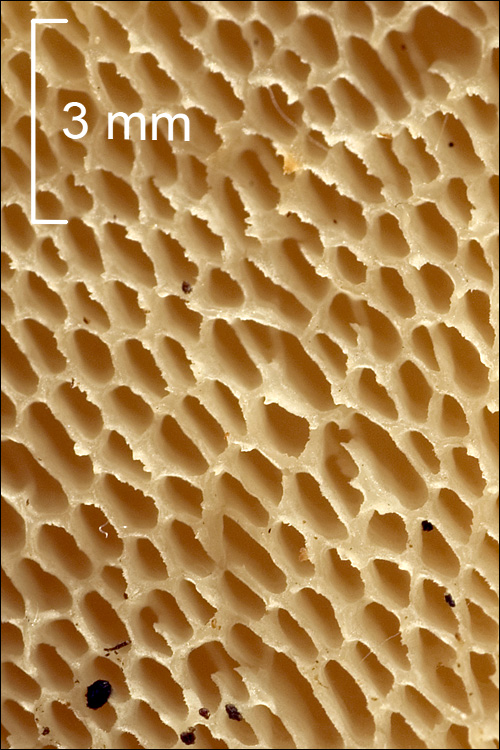
Die Poren des Sklerotien-Stielporlings im Detail

### Makroskopische Merkmale
Der Sklerotien-Stielporling bildet in Hut und Stiel gegliederte Fruchtkörper. Der kreisrunde Hut ist anfangs flach gewölbt, bei älteren Exemplaren niedergedrückt bis trichterförmig. Je nach Nahrungsangebot kann er 2–15 cm im Durchmesser erreichen. Die Huthaut reißt in radial ausgerichtete, dunklere und teils fransig abstehende Schuppen auf. Die Farbe variiert von blass gelblich bis ockerlich über ocker-rötlich bis hin zu ocker-bräunlich. Die cremefarbene oder weißliche Hutunterseite ist mit relativ groben, rundlichen bis längsgestreckten Poren durchsetzt, die weit am Stiel genetzt herablaufen. Sie messen 0,5–2 × 0,5–1 mm. Bei jungen Exemplaren sitzt der vollfleischige Stiel mittig am Hut, im Alter bedingt durch das Wachstum auch exzentrisch. Er wird bis zu 6 cm lang und 1,5 cm dick. Die Stieloberfläche ist entweder kahl oder mit einem ocker-rostgelben bis weißlichen Filz bedeckt. Das Fleisch ist weißlich, kaum zäh, riecht und schmeckt unspezifisch.

### Mikroskopische Merkmale
Die länglich-elliptischen Sporen sind 9,5–14,5 Mikrometer lang und 3,5–4,5 µm breit.

## Artabgrenzung
Der Schuppige Stielporling (Cerioporus squamosus) wird mit einer Hutbreite von bis zu 40 cm deutlich größer, riecht stark nach Mehl, bzw. Salatgurke und wächst oft an dicken, lebenden Bäumen. Der meist dezentrale (seitlich ansetzende) Stiel ist zudem an der Basis schwarz.
Der Wabenporling (Neofavolus alveolaris) hat deutlich weitere Poren.

## Ökologie

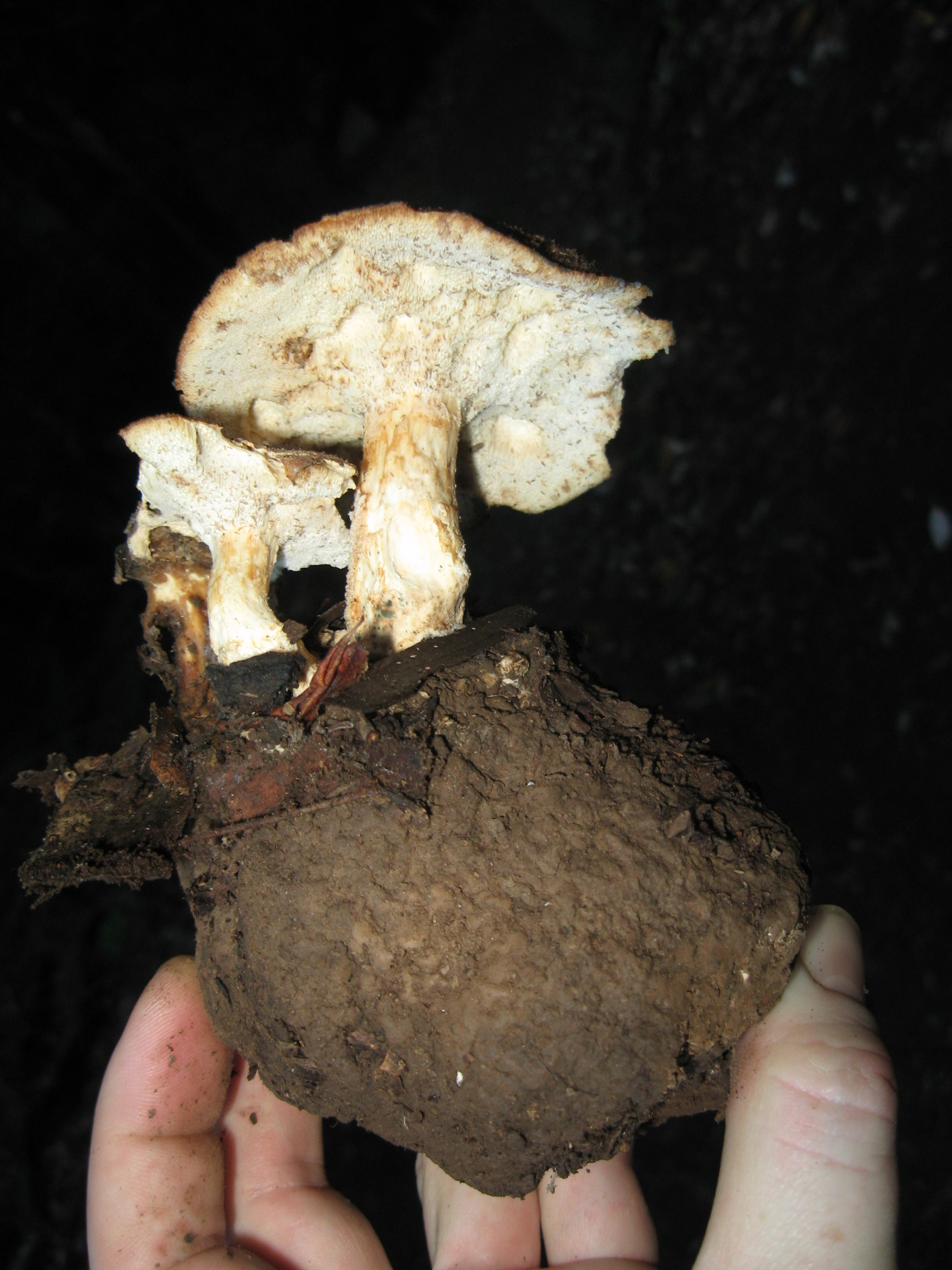
Aus dem knolligen Pseudosklerotium wachsen zwei Fruchtkörper des Sklerotien-Stielporlings.

Der Sklerotien-Stielporling ist ein saprobiontischer Holzbewohner, der tote stehende Stämme und liegende morsche Laubhölzer besiedelt und im Substrat eine Weißfäule erzeugt. Die Fruchtkörper wachsen entweder direkt aus dem Totholz oder aus im Boden liegenden Sklerotien (die gebräuchliche Bezeichnung Pseudosklerotien ist nach Jahn irreführend). Jenes Überdauerungsorgan besteht aus zusammengeballten Pilzfäden in das Erde, Steine und Wurzeln eingeschlossen sind. Sklerotien entstehen dort, wo das Substrat intensiven Kontakt zum Erdboden hat. Die Gebilde dienen wahrscheinlich als Nährstoffspeicher, um dem Pilz auch nach der vollständigen Zersetzung des Substrats eine Fruktifikation zu ermöglichen. Sie werden aber nicht an allen Standorten gebildet, sondern vorrangig in Gebieten mit trockenen, warmen Sommern. Die auch als „Pilzsteine“ bekannten Sklerotien können unter geeigneten Bedingungen (Aufbewahrung in schwach feuchter Erde) auch noch über Jahre hinweg neue Fruchtkörper hervorbringen. In Italien wurden die Sklerotien früher als „pietri fungaia“ gehandelt. Der Sklerotien-Stielporling kommt in Mitteleuropa in klimatisch begünstigen, lichten Au-, Hainbuchen-Eichen-, Edellaub- und Buchen-Mischwäldern vor, bevorzugt aber mäßig frische bis feuchte, mit Basen und Nährstoffen gut versorgte Böden.

## Verbreitung
Der Sklerotien-Stielporling ist in der Holarktis in mediterranen und gemäßigten Gebieten verbreitet. In Europa kommt er vom Mittelmeergebiet bis ins südliche Norwegen und Schweden vor. In Deutschland bevorzugt die Art sommerwarme Gebiete und meidet das feuchtkühle nördliche Tief- und Hügelland. In Nadelwaldgebieten und Höhen über 800 m fehlt sie.

## Bedeutung
Der Sklerotien-Stielporling ist essbar.

## Systematik
Die direkt aus dem Substrat wachsenden Fruchtkörper, die nördlich der Alpen hauptsächlich vorkommen, wurden lange Zeit als eigenständige Art Polyporus lentus betrachtet. Erst nach dem Fund von Sklerotien in Mitteleuropa konnte Jahn zeigen, dass diese Pilze zu der aus dem Mittelmeerraum bekannten Art Polyporus tuberaster gehören.